# Scylaceus
Scylaceus este un gen de păianjeni din familia Linyphiidae.
Cladograma conform Catalogue of Life:
| Scylaceus | \| \| Scylaceus pallidus \| \| \| \| \| \| Scylaceus selma \| \| \| \| |
|           | \| \| Scylaceus pallidus \| \| \| \| \| \| Scylaceus selma \| \| \| \| |
|           | Scylaceus pallidus                                                     |
|           |                                                                        |
|           | Scylaceus selma                                                        |
|           |                                                                        |